# Léon (chanteuse)
Pour les articles homonymes, voir Léon.

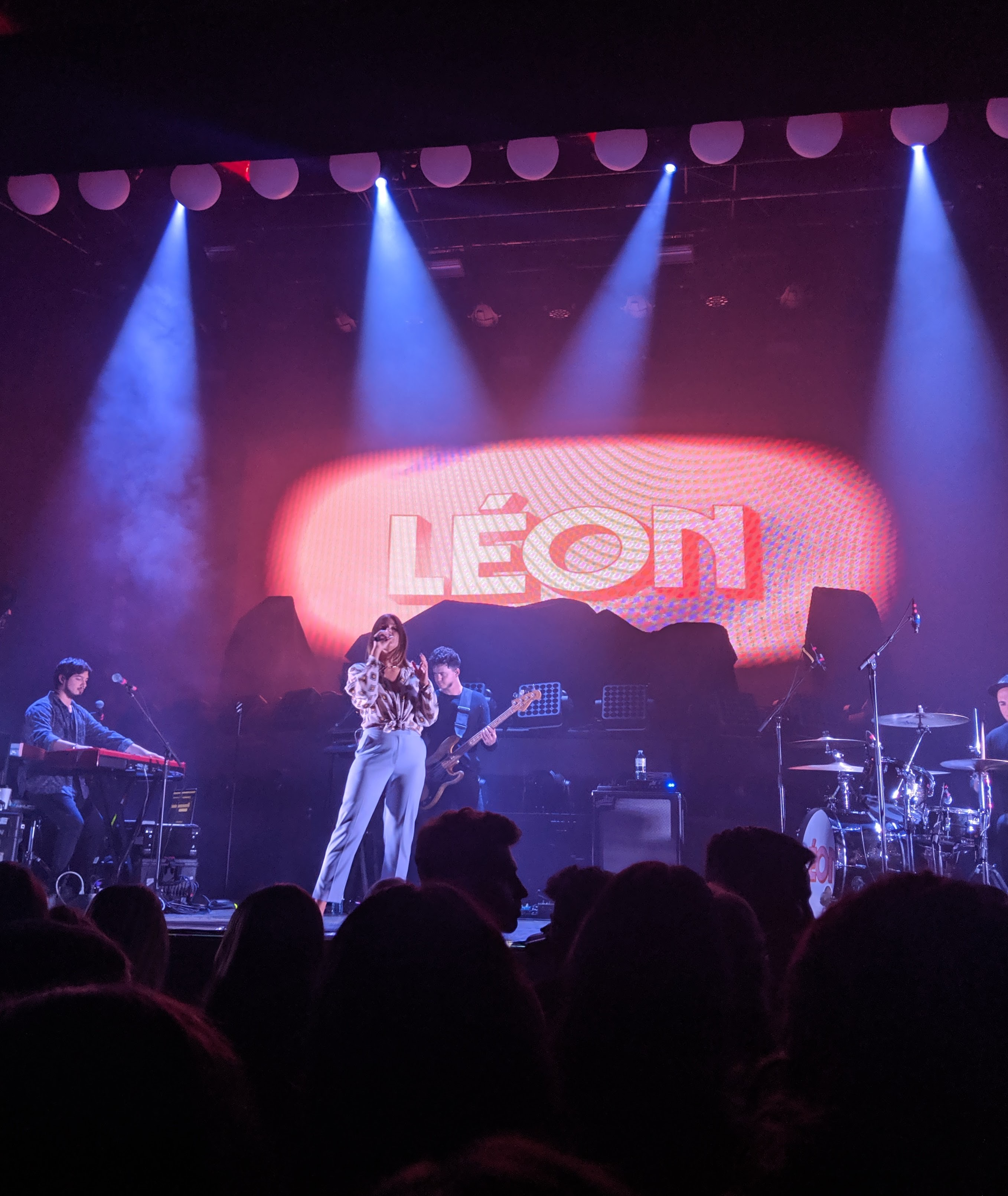
Première partie au MTelus à Montréal.

Léon (stylisé en LÉON), de son vrai nom Lotta Lindgren, née à Stockholm, est une chanteuse, compositrice et auteur suédoise d'indie pop.
Son premier single, Tired of Talking, tiré de son EP Treasure - EP (2015) a été écouté plus de 67 millions de fois sur Spotify.

## Biographie
Lotta Lindgren est née à Stockholm, Suède, en 1993. Elle nait dans une famille de musiciens puisque sa mère est violoncelliste et son père est compositeur. Elle commence sa carrière musicale en étant la leader d'un groupe Hip-Hop/Soul durant son adolescence avant de commencer sa carrière solo avec son producteur Agrin Rahmani en 2015. Elle cite Amy Winehouse, Janis Joplin, Beyoncé, Etta James, Sam Cook et Stevie Wonder comme étant ses inspirations musicales. 
Son premier single "Tired Of Talking", provenant de son premier EP Treasure, lui apporte le soutien de Chris Anokute et de la chanteuse Katy Perry, elle apparait plus récemment dans le magazine Vogue Italia.
En octobre 2016, LEON se produit durant la 31e édition de l'Eurosonic Noordeslag à Groningue, aux Pays-Bas. Son second EP, For You, sort le 3 mars 2017.
Au printemps 2019, elle commence une série de concerts dans l'Europe et en Amérique du Nord, le You And I Tour.
En mars 2019, elle sort son premier album intitulé LEON, qui lui apporte du succès grâce aux chansons "You And I" et "Falling". Durant l'automne 2019, elle fait la première partie de Louis The Child pour leur tournée Nord Américaine.
Le 18 septembre 2020, la chanson Head and Heart On Fire qui figurera sur son album intitulé Apart est dévoilé.

## Discographie

### Album
| Titre | Informations                                                              | Meilleure position |
| Titre | Informations                                                              | SUE                |
| ----- | ------------------------------------------------------------------------- | ------------------ |
| LÉON  | - Sortie: 1er mars 2019 - Label: LÉON Recordings - Formats: CD, Streaming | 58                 |

### EP
- Treasure EP (23 octobre 2015)
- For You EP (3 mars 2017)
- Surround Me EP (6 octobre 2017)

### Singles
| Titre                                                              | Année | Meilleure position | Certifications | Album       |
| Titre                                                              | Année | SUE                | Certifications | Album       |
| ------------------------------------------------------------------ | ----- | ------------------ | -------------- | ----------- |
| Tired of Talking                                                   | 2015  | —                  | : Or           | Treasure    |
| Think About You                                                    | 2016  | —                  |                | For You     |
| Liar                                                               | 2016  | —                  |                | For You     |
| Sleep Deprived                                                     | 2017  | —                  |                | For You     |
| Surround Me                                                        | 2017  | —                  |                | Surround Me |
| Body                                                               | 2017  | —                  |                | Surround Me |
| I Believe in Us                                                    | 2017  | 81                 |                | Surround Me |
| No Goodbyes                                                        | 2017  | —                  |                | Surround Me |
| Baby Don't Talk                                                    | 2018  | —                  |                | LEON        |
| « — » indique que le titre n'est pas sorti ou classé dans le pays. |       |                    |                |             |